# Leucèmia limfoide
Les leucèmies limfoides són un grup de leucèmies que afecten els limfòcits circulants, un tipus de glòbuls blancs. Les leucèmies limfocítiques estan íntimament relacionades amb els limfomes dels limfòcits, fins al punt que algunes d'elles són entitats de malaltia unitàries que es poden anomenar amb qualsevol nom (per exemple, leucèmia/limfoma de cèl·lules T adultes). Aquestes malalties són totes trastorns limfoproliferatius. La majoria de les leucèmies limfoides impliquen un subtipus particular de limfòcits, els B.

## Classificació
Històricament, s'han dividit amb més freqüència per l'etapa de maduració en què la població limfoide clonal (neoplàstica) va deixar de madurar:
- Leucèmia limfoblàstica aguda
- Leucèmia limfocítica crònica

No obstant això, la influent Classificació de l'OMS (publicada el 2001) va posar èmfasi més gran en el llinatge cel·lular. Amb aquesta finalitat, les leucèmies limfoides també es poden dividir pel tipus de cèl·lules afectades:
- Leucèmia de limfòcits B
- Leucèmia de limfòcits T
- Leucèmia de limfòcits NK

El tipus més comú de leucèmia limfoide és la leucèmia limfocítica crònica de limfòcits B.